# 碟仙：惡靈始源
是一部於2016年上映的美國超自然恐怖片，由麥可·弗拉納根執導並與傑夫·霍華（Jeff Howard）共同撰寫劇本。本片為2014年電影《碟仙》的前傳。由伊莉莎白·瑞瑟、安娜麗絲·巴索和亨利·托馬斯主演。《碟仙：惡靈始源》於2016年10月21日在美國和臺灣上映。

## 劇情
故事設定於前集的五十年前，位在1967年的洛杉磯，敘述一名寡婦艾莉絲·詹德因已故家人的緣故而會使用假的降神會，以來欺騙客人。然而，當家人發現了一個占卜盤後，使得詹德家最小的女兒朵莉絲被邪惡的惡靈糾纏，使得母女三人為了拯救朵莉絲而想辦法應付其恐怖遊戲。

## 演員
- 伊莉莎白·瑞瑟（英语：Elizabeth Reaser） 飾 Alice Zander
- 安娜麗絲·巴索 飾 Paulina "Lina" Zander
  - 琳·雪伊 飾 年老的Paulina Zander
- 露露·威爾森 飾 Doris Zander
- 亨利·托馬斯 飾 Father Tom Hogan
- 帕克·馬克（英语：Parker Mack） 飾 Michael "Mikey" Russell
- 凱特·西格爾（英语：Kate Siegel） 飾 Jenny Browning
- 道格·瓊斯 飾 Ghoul Marcus
- Halle Charlton 飾 Ellie
- Alexis G. Zall 飾 Betty
- 山姆·安德森（英语：Sam Anderson） 飾 Mr. Browning
- 艾利·凱特斯（英语：Ele Keats） 飾 Ellie的母親
- Nicholas Keenan 飾 Walter
- Michael Weaver 飾 Roger Zander
- Umran Mustafa 飾 Keith Hemmingway

## 發行
2015年4月，宣布電影定於2016年10月21日在美國上映，而臺灣也於同樣日期上映。

### 評價
《碟仙：惡靈始源》獲得了正面好評，多數影評人稱讚該片大幅超越了前作，但在觀眾間的評價仍有些兩極。爛番茄根據105篇評論持有82%的新鮮度，平均得分6.3／10，這比前集的7%還高出許多。Metacritic得分65，正評居多。

### 票房
該片預計在其首映週末從三千一百六十八間戲院中獲得1600萬美元的票房。美國首映週末票房收入為1406萬美元，位居當週票房排名第三。

## 外部連結
- 官方网站
- 互联网电影数据库（IMDb）上《碟仙：惡靈始源》的资料（英文）
- Box Office Mojo上《碟仙：惡靈始源》的資料（英文）
- 豆瓣电影上《碟仙：惡靈始源》的資料 （简体中文）
- 開眼電影網上《碟仙：惡靈始源》的資料（繁體中文）